# De Ploeger
De Ploeger was het maandelijkse verenigingstijdschrift van de Nederlandsche Bond voor Vrouwenkiesrecht. Het eerste nummer verscheen in november 1907, zo’n tien maanden na de oprichting van de Bond in februari datzelfde jaar. Hoewel De Ploeger eerst sporadisch verscheen, werd het op den duur een maandblad. De redactie van het blad werd in 1913 door S.J. Pierson-Muntendam van J.N. Bastert overgenomen.
De naam van het blad verwees naar de Bonds missie om een brede basis te leggen voor het vrouwenkiesrecht. De Bond streefde niet alleen naar het verwerven van het vrouwenkiesrecht, maar zag het ook als een belangrijke taak om vrouwen voor te bereiden op de plichten die kwamen kijken bij het kiesrecht. In het eerste nummer wordt duidelijk dat voorlichting een centraal doel van het blad was. Naast het thema vrouwenkiesrecht, schreven Bondsleden in De Ploeger onder andere over de maatschappelijke werkzaamheden van vrouwen, over de levens van belangrijke vrouwen en, met name na de Eerste Wereldoorlog, over het thema vrede.
Nadat het kiesrecht in 1919 volledig verworven was, fuseerde de Bond in 1920 met de Vereeniging tot Verbetering van den Maatschappelijken en den Rechtstoestand der vrouw in Nederland tot de Nederlandse Unie voor Vrouwenbelangen. Het laatste nummer van De Ploeger kwam in november 1919 uit.